# 2 Cygni
2 Cygni, som är stjärnans Flamsteed-beteckning, är sannolikt en astrometrisk dubbelstjärna, eller möjligen en multipelstjärna, belägen i den södra delen av stjärnbilden Svanen. Den har en kombinerad skenbar magnitud på ca 4,98 och är svagt synlig för blotta ögat där ljusföroreningar ej förekommer. Baserat på parallax enligt Gaia Data Release 2 på ca 3,6 mas, beräknas den befinna sig på ett avstånd på ca 910 ljusår (ca 40 parsek) från solen Den rör sig närmare solen med en heliocentrisk radialhastighet av ca -24 km/s. och kan vara en flyktstjärna.

## Egenskaper
Primärstjärnan 2 Cygni A är en blå till vit  underjättestjärna av spektralklass Be IV. Den har en massa som är ca 7 solmassor, en radie som är ca 5,6 solradier och utsänder ca 3 350 gånger mera energi än solen från dess fotosfär vid en effektiv temperatur av ca 16 500 K.